# Thalictrum venturii
Thalictrum venturii är en ranunkelväxtart som beskrevs av B. Boiv.. Thalictrum venturii ingår i släktet rutor, och familjen ranunkelväxter. Inga underarter finns listade i Catalogue of Life.